# Mobilna przeglądarka internetowa

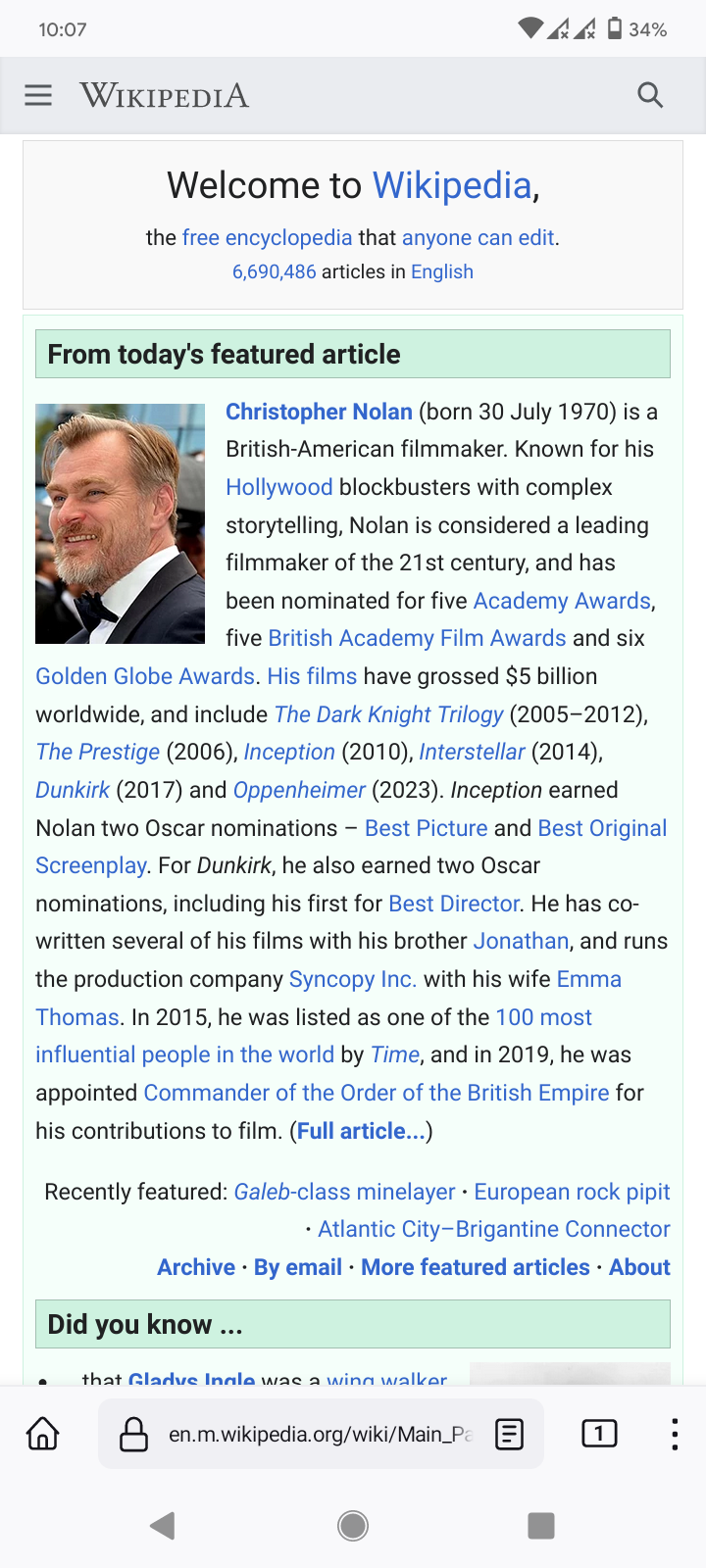
Zrzut ekranu z przeglądarki Firefox na systemie Android, przykład mobilnej przeglądarki internetowej

Mobilna przeglądarka internetowa – przeglądarka internetowa przeznaczona dla urządzeń przenośnych, takich jak smartfon, tablet czy telefon komórkowy.
Mobilne przeglądarki są zwykle stworzone w taki sposób, aby zapewniały interfejs łatwy w obsłudze za pomocą dotyku, a także wyświetlały zawartość sieci Web dostosowaną do niewielkich ekranów urządzeń przenośnych.
Do tej grupy przeglądarek należą m.in. Opera Mini, Safari Mobile czy Internet Explorer Mobile.